# Stromiec (gemeente)
De gemeente Stromiec is een landgemeente in het Poolse woiwodschap Mazovië, in powiat Białobrzeski.
De zetel van de gemeente is in Stromiec.
Op 30 juni 2004 telde de gemeente 5693 inwoners.

## Oppervlakte gegevens
In 2002 bedroeg de totale oppervlakte van gemeente Stromiec 156,47 km², waarvan:
- agrarisch gebied: 58%
- bossen: 35%

De gemeente beslaat 24,48% van de totale oppervlakte van de powiat.

## Demografie
Stand op 30 juni 2004:
| Omschrijving                   | Totaal | Totaal | Vrouwen | Vrouwen | Mannen | Mannen |
| ------------------------------ | ------ | ------ | ------- | ------- | ------ | ------ |
| eenheid                        | aantal | %      | aantal  | %       | aantal | %      |
| inwoners                       | 5693   | 100    | 2811    | 49,4    | 2882   | 50,6   |
| bevolkingsdichtheid (inw./km²) | 36,4   | 36,4   | 18      | 18      | 18,4   | 18,4   |

In 2002 bedroeg het gemiddelde inkomen per inwoner 1429,01 zł.

## Administratieve plaatsen (sołectwo)
Biała Góra, Bobrek, Bobrek-Kolonia, Boska Wola, Boże, Dobieszyn, Ducka Wola, Grabowy Las, Kolonia Sielce, Krzemień, Ksawerów Nowy, Ksawerów Stary, Lipskie Budy, Małe Boże, Marianki, Matyldzin, Nętne, Niedabyl, Olszowa Dąbrowa, Pietrusin, Piróg, Podlesie (dorpen: Podlesie Duże en Podlesie Małe), Pokrzywna, Sielce, Stromiec, Stromiecka Wola, Sułków, Zabagnie.

## Overige plaatsen
Branków, Buczek, Budy Boskowolskie, Chmal, Choiny, Dobieszynek, Folwarczne, Folwark, Folwarki, Ignacówka, Kalinów, Majdan, Mokry Las, Muszary, Nijaków, Nowa Wieś, Ogrodziarskie, Paulanka, Podgaje, Poręba, Radosz, Stara Wieś, Stromiec Poduchowny, Ugajnik, Zachmiel, Zator, Zuść.

## Aangrenzende gemeenten
Białobrzegi, Głowaczów, Grabów nad Plilicą, Jedlińsk, Stara Błotnica, Warka